# Saint-Sulpice (Québec)
Pour les articles homonymes, voir Saint-Sulpice.
Saint-Sulpice est une municipalité de paroisse du Québec, située dans la MRC de L'Assomption, dans Lanaudière.

## Toponymie
Son nom provient de la seigneurie Saint-Sulpice, propriété des Messieurs de Saint-Sulpice en 1663.

## Histoire

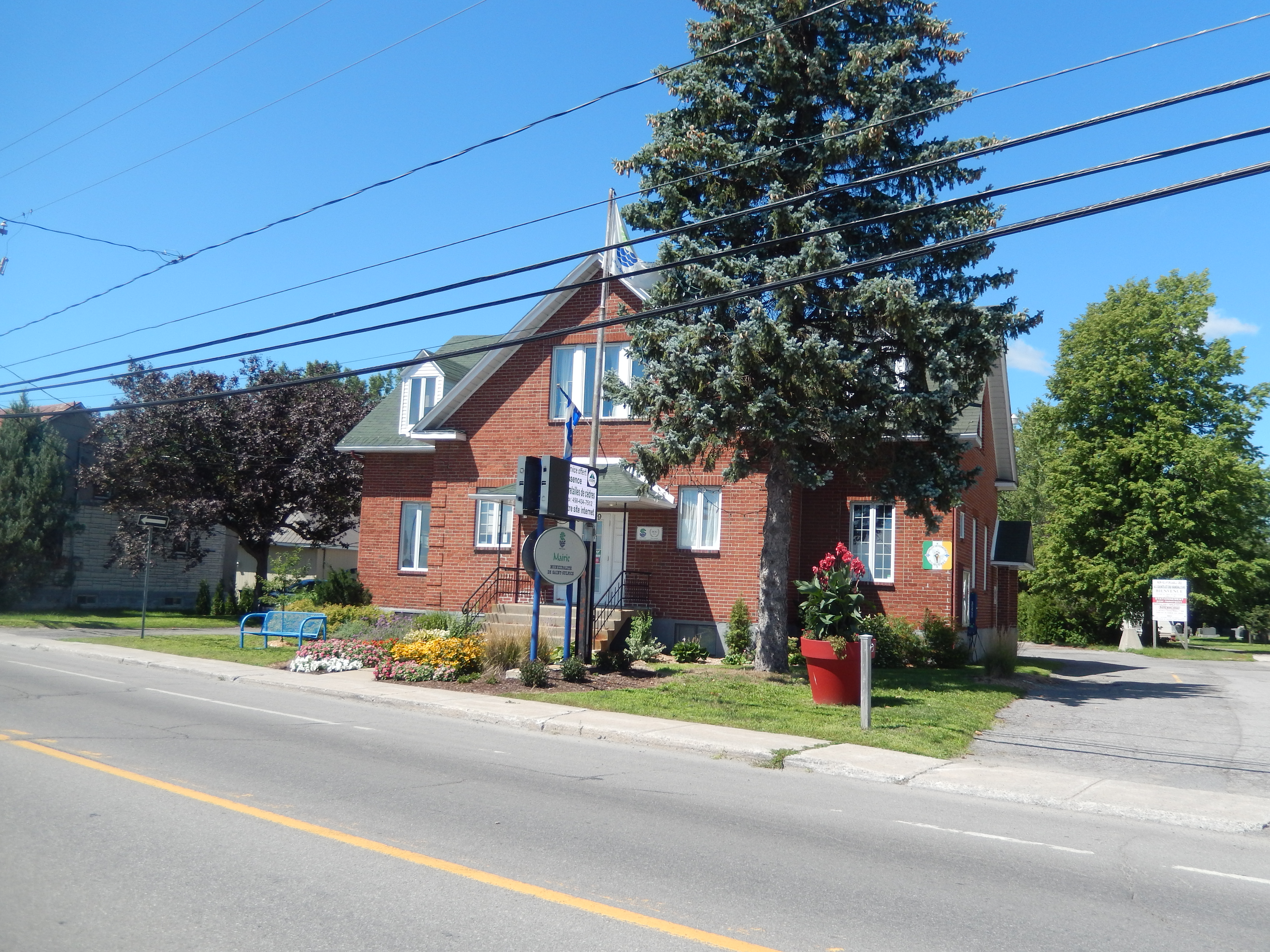
Mairie de Saint-Sulpice

Une seigneurie située entre la seigneurie de L'Assomption et la seigneurie de Lavaltrie est concédée en 1640 à Pierre Chevrier, baron de Fancamp et à Jérôme Le Royer. En 1647, elle passe aux mains des Sulpiciens qui lui donnent le nom de Saint-Sulpice,. À partir de 1680, les premiers colons défrichent le territoire et, en 1715, un moulin à farine est en activité.

## Géographie
Saint-Sulpice est située au nord du fleuve Saint-Laurent, entre Lavaltrie et Repentigny, à l'est de L'Assomption. Elle compte quelques cours d'eau dont le Grand ruisseau Tortueux ainsi que le ruisseau Notre-Dame et la Grande Débouche.  
Deux îles dans le fleuve Saint-Laurent font également partie de cette municipalité, soit l'Île Bouchard et l'Île Ronde.
Elle est traversée par la route 138.

## Démographie
| 1991  | 1996  | 2001  | 2006  | 2011  | 2016  | 2021  |
| ----- | ----- | ----- | ----- | ----- | ----- | ----- |
| 2 549 | 3 307 | 3 343 | 3 332 | 3 273 | 3 439 | 3 360 |

## Administration
Les élections municipales se font en bloc pour le maire et les six conseillers.
| Saint-Sulpice Maires depuis 2001                                                                                     |                      |                    |          |
| Élection | Maire                | Qualité            | Résultat |
| 2001 | Michel Champagne     |                    | Voir     |
| 2005 | Michel Champagne     | Voir               |          |
| 2009 | Jean Gendron         | Décédé en fonction | Voir     |
| 2012 | Michel Champagne (2) |                    | Voir     |
| 2013 | Michel Champagne (2) | Voir               |          |
| 2017 | Michel Champagne (2) | Voir               |          |
| 2021 | Steve Mador          |                    | Voir     |
| Élection partielle en italique Depuis 2005, les élections sont simultanées dans toutes les municipalités québécoises |                      |                    |          |

## Jumelage et coopération
- Saint-Jean-d'Angély (France) depuis 2006.

## Personnalités liées
- Jacques Rougeau (1960-) : catcheur (lutteur professionnel) et promoteur de catch
- Raymond Rougeau (1955-) : catcheur (lutteur professionnel) et commentateur de catch